# Fernando Lima
Fausto Fernando Batista Lima (14 de Maio de 1928 — 17 de Agosto de 2005) foi um bailarino e coreógrafo português.

## Biografia
Frequentou durante três anos um curso de engenharia na Faculdade de Ciências de Lisboa, que abandonou para se dedicar à dança. Iniciou-se nesta área por brincadeira nos salões de baile da Ericeira e mais tarde, em 1947, no estúdio de Margarida de Abreu. Foi com essa professora e pioneira do ensino da dança em Portugal que se estreou nos palcos do Teatro Nacional de São Carlos em "Quadros de uma Exposição".
No final da década de 40 já dançava papéis de destaque em obras de Margarida de Abreu como "Nova Chopiniana" e "Pássaro de Fogo". Estagiou depois em Paris, como bolseiro do Instituto da Alta Cultura. De regresso a Portugal, tornou-se no primeiro bailarino português a dançar papéis do reportório clássico tradicional dentro de um contexto profissionalizante.
Em 1956 fundou o Ballet-Concerto, a primeira companhia independente em Portugal, para a qual criou coreografias como "Prelúdio à Sesta de um Fauno", "Piquenique", "Delphiada" e "Galaaz". Apesar do sucesso obtido com os espetáculos a companhia terminou, para renascer dois anos mais tarde com o nome de Ballets de Lisboa, o primeiro agrupamento de bailado a ser subsidiado pela Fundação Calouste Gulbenkian e que se estreou no Teatro Monumental. Com os problemas financeiros a subsistirem, em 1959 criou os Bailados Portugueses de Fernando Lima, um pequeno grupo virado para a vertente folclórica e com o qual se apresentou no Casino do Estoril e na Europa.
Em 1960 assumiu, ao lado de Margarida de Abreu, a direção da Companhia Portuguesa de Bailado Verde Gaio. Na década de 1970 continuou a coreografar, para a Companhia Nacional de Bailado ou para programas de televisão, dedicando-se ao ensino da dança clássica no Centro Cultural de Benfica.